# Simon Ward (zpěvák)
Simon Ward (* 27. prosince 1983) je kanadský zpěvák, hudebník a bývalý frontman skupiny The Strumbellas. V roce 2022 se rozhodl skončit v kapele jako zpěvák a začal pro ni psát písně. Uvedl, že chce trávit více času se svou rodinou.

## Kariéra
Skupinu The Strumbellas založil v roce 2008 v Torontu. Většinu členů našel na Craiglistu.
Kapela vydala pět alb – My Father and the Hunter, We Still Move on Dance Floors, Hope, Rattlesnake a Part Time Believer. Na posledním albu však již nebyl hlavním zpěvákem.
V březnu 2022 kapela na Instagramu oznámila, že přešel do pozice člena v zákulisí, aby se mohl věnovat rodině a psaní písní. Na pozici zpěváka kapely ho nahradil Jimmy Chauveau.
Od svého odchodu z pozice zpěváka se začal více věnovat psaní písní. Později se připojil ke grungové skupině Soup.

## Diskografie

### The Strumbellas

#### Studiová alba
- My Father and the Hunter (2012)
- We Still Move on Dance Floors (2013)
- Hope (2016)
- Rattlesnakes (2019)
- Part Time Believer (2024) – (producent, skladatel)

#### EP
- The Strumbellas (2009)

#### Singly
- „Spirits“ (2016)
- „We Dont Know“ (2016)
- „Young & Wild“ (2017)
- „Salvation“ (2018)
- „I Will Wait“ (2019)
- „Greatest Enemy“ (2021)
- „Hold Me“ (2023) – (producent, skladatel)
- „Running Out of Time“ (2023) – (producent, skladatel)

### Simon Ward
- Simon And The Island (2021)